# Agua 673 (pera)
Pera de Agua 673 es el nombre de una variedad cultivar de pera europea Pyrus communis. Esta pera está cultivada en la colección de la Estación Experimental Aula Dei (Zaragoza). Esta pera también está cultivada en diversos viveros entre ellos algunos dedicados a conservación de árboles frutales en peligro de desaparición. Esta pera está muy difundido su cultivo en España, originaria de la comunidad de Principado de Asturias, en concreto este ejemplar fue recolectado en la zona de Oviedo, donde tuvo su mejor época de cultivo comercial en la década de 1960, y actualmente en menor medida aún se encuentra.

## Sinonimia
- "Pera de Agua 673".[8][9][10]

## Historia
'Pera de Agua 673' está considerada incluida en las variedades locales autóctonas muy antiguas, cuyo cultivo se centraba en comarcas muy definidas. Se caracterizaban por su buena adaptación a sus ecosistemas y podrían tener interés genético en virtud de su adaptación. Se encontraban diseminadas por todas las regiones fruteras españolas, aunque eran especialmente frecuentes en la España húmeda. Estas se podían clasificar en dos subgrupos: de mesa y de cocina (aunque algunas tenían aptitud mixta).
'Pera de Agua 673' es una variedad clasificada como de mesa, difundido su cultivo en el pasado por los viveros comerciales y cuyo cultivo en la actualidad se ha reducido a huertos familiares y jardines privados.

## Características
El peral de la variedad 'Agua 673' tiene un vigor medio; florece a inicios de mayo; tubo del cáliz en embudo triangular con conducto variable muy largo y estrecho o medio y ancho, y con pistilos verdes.
La variedad de pera 'Agua 673' tiene un fruto de tamaño medio; forma doliforme breve u ovoide, asimétrica, con contorno irregular; piel gruesa, áspera y mate por ser casi totalmente ruginosa-"russeting"; con color de fondo amarillo, presentando capa ruginosa-"russeting" castaño rojizo, compacta en casi medio fruto y formando maraña o punteado dejando ver el fondo amarillo pálido sobre el resto, "russeting" (pardeamiento áspero superficial que presentan algunas variedades) fuerte; pedúnculo de longitud media, grueso, semicarnoso, engrosado en ambos extremos, sobre todo en la base donde forma un abultamiento carnoso, casi recto, implantado derecho o ligeramente oblicuo, cavidad del pedúnculo casi superficial, con borde generalmente más alto de un lado, formando un gran mamelón; anchura de la cavidad calicina amplia, poco o medianamente profunda, borde suavemente ondulado; ojo grande, semiabierto; sépalos triangulares, anchos y cortos, convergentes y tumbados sobre el ojo sin llegar a juntarse o partidos quedando sólo la base.
Carne de color blanco amarillento; textura medio firme, granulosa junto al corazón, muy jugosa; sabor característico de la variedad, aromático, alimonado, muy refrescante, muy bueno; corazón mediano, elíptico redondeado, muy pedregoso. Eje largo, anchura variable, relleno o hueco y lanoso. Celdillas alargadas, estrechas, muy próximas al eje en la mitad superior, y divergentes en la inferior. Semillas de tamaño pequeño, alargadas, ligeramente espolonadas, de color castaño oscuro, no uniforme.
La pera 'Agua 673' tiene una época de maduración y recolección tardía en otoño. Se usa como pera de mesa fresca, y en cocina para hacer jaleas.